# Kręcka Winnica
Kręcka Winnica – przysiółek wsi Kręcko, w Polsce położony w województwie lubuskim, w powiecie świebodzińskim, w gminie Zbąszynek.
W latach 1975–1998 miejscowość administracyjnie należała do województwa zielonogórskiego.